# Гуницкий, Анатолий Августович
Анато́лий А́вгустович Гуни́цкий (также известен под прозвищами Джордж, Старый Рокер; 30 сентября 1953, Ленинград — 5 июня 2025, Санкт-Петербург) — советский и российский драматург, прозаик, поэт, журналист; один из основателей рок-группы «Аквариум».

## Биография

### Детство и образование
Анатолий Гуницкий родился 30 сентября 1953 года в Ленинграде в еврейской семье. Отец — Август Георгиевич Гуницкий (1929—2010), невролог, кандидат медицинских наук; мать — Бума (Татьяна) Абрамовна Гуницкая (1928—2010), врач. Дед — Георгий Яковлевич Гуницкий (1901—1969). Учился в школе № 429 Московского района Ленинграда, в той же школе классом младше учился и Борис Гребенщиков. В шестом — восьмом классах Борис и Анатолий одновременно увлеклись написанием пьес. После окончания школы в 1970 году Гуницкий поступил в самый престижный медицинский вуз города — 1-й Ленинградский медицинский институт им. академика И. П. Павлова, где проучился четыре года (без одной недели) и не закончил полный курс мединститута. В 1976 году поступил на театроведческий факультет Ленинградского института театра музыки и кинематографии и окончил в 1982 году.

### Творческая карьера
Наслушавшись прекрасной музыки середины 60-х, мы с Джорджем поняли: пора начинать делать что-то своё. (Борис Гребенщиков)
Псевдоним «Джордж», который закрепился за ним в музыкальных и литературных кругах, Анатолию Гуницкому дал Борис Гребенщиков, потому, что оба увлекались творчеством группы Битлз и Гребенщиков заметил, что Гуницкий похож на Джорджа Харрисона. Под псевдонимом «Джордж Гуницкий» позднее были изданы некоторые сборники стихов, прозы и абсурдистские пьесы. Во время учёбы в институтах и в последующие годы Гуницкий продолжал развивать литературное творчество: работал над пьесами в стиле абсурда и стихами собственного сочинения, и на основе его стихов были созданы многие песни группы «Аквариум». Он также работал лифтёром, рабочим в Этнографическом музее, администратором Дворца культуры, рабочим сцены Оперной студии консерватории и директором первой хард-рок-группы города «Форвард» (перешедшей впоследствии на работу в филармонию). Был сотрудником Театрального музея, руководителем научного семинара Ленинградского дома самодеятельного творчества, а впоследствии членом совета Ленинградского рок-клуба. заведующим литературной частью «Театра реального искусства», директором «Театра абсурда» и т. п.
В 1972 году вместе с Борисом Гребенщиковым основал «Аквариум». До своего ухода из группы был ударником и автором текстов многих песен. В 1975 оставил музыкальную деятельность ради театра, но песни на его стихи появлялись ещё в нескольких альбомах «Аквариума» (особенно много их было на альбоме «Треугольник»). Автор текста в буклете «официального бутлега» «Аквариума» «Скоро кончится век…» (издан в 1995 году).
В 1980-е годы начал журналистскую деятельность в журналах «Рокси» и «Костёр» (раздел «Беседы о музыке»), а также на радио (сначала в качестве внештатного автора, а с 1987 — как ведущий авторской передачи). Более 25 лет был членом совета Ленинградского рок-клуба и в этой должности проводил прослушивание и отбор музыкантов и рок-групп для участия в концертах и фестивалях в Санкт-Петербурге, Москве и других городах СССР и России.
Печататься Гуницкий начал ещё на заре Рок-клуба в его стенной печати, а с 1984 в "Рок-Бюллетене" (позднее "Рокси"), используя множество псевдонимов: Старый Рокер, Джордж, Бенедикт Бурых, Георгий Левин и т.д. С легализацией рока Джордж начал публиковаться во многих изданиях: "Вечернем Петербурге" (где он много лет вёл рубрику "Записки Старого Рокера"), "Аргументах и Фактах", "Смене", "Огоньке", "Авроре", "Костре", "Rockmusic.Ru", "Новых Рубежах" и т.д.; в начале 90-х он издавал свою газету "Рокси-экспресс", готовил газетные спецвыпуски "Джинсовый Конгресс", "Арокс и Штёр", "Майк", участвовал в издании российско-финской музыкальной газеты "Румба"...
Драматург, поэт и прозаик, работавший в абсурдистском стиле. Пьесы «До самых высот» и «Смерть безбилетника» ставились в нескольких театрах, в том числе Театре сатиры на Васильевском.
В 2000 году проектом «Террариум», в состав которого вошли музыканты «Аквариума», Вячеслав Бутусов, Максим Леонидов, Настя Полева и Александр Васильев, был выпущен альбом «Пятиугольный грех» с песнями на стихи Гуницкого. Песня «Гибралтар/Лабрадор» вошла в саундтрек фильма «Брат 2» и стала хитом.
В 2010 году снимался в телесериале «Приставы» (серия «Роковая песня»).
В 2015 году вышел 2-й альбом «3=8» музыкального проекта «Террариум». Альбом составлен лидером группы «Аквариум» Борисом Гребенщиковым из песен на стихи Гуницкого, исполненных российскими музыкантами Вячеславом Бутусовым, Максимом Леонидовым, Юрием Шевчуком и др. Все вырученные от продажи альбома средства пошли на лечение Анатолия Гуницкого.
7 сентября 2020 года вышел сборный альбом песен на стихи Анатолия Гуницкого «Песни Джорджа». Последняя песня альбома «Из Тамбова С Любовью» ранее не издавалась.
Анатолий Гуницкий умер 5 июня 2025 года в Санкт-Петербурге в возрасте 71 года после продолжительной онкологической болезни.

## Дискография
- Река Оккервиль (2002) — сборник стихов в исполнении А. Гуницкого и песен на его стихи из альбомов «Аквариума» и проекта «Террариум»

### «Аквариум»
- Искушение святого Аквариума (1974)
- Менуэт земледельцу (1974)
- Притчи графа Диффузора (1975)
- Треугольник (1981)
- Воздухоплавание в компании сфинксов (2012)
- Песни Джорджа (2020)

### «Террариум»
- «Пятиугольный грех» (2000)
- «3=8» (2015)

### «ЗА»
- «Окно в небесах» (1974)
- «Победа» (1974)

### Фильмы
- «Брат-2» (2000)
- «Оккервиль» (2002)

## Проза и поэзия
- Анатолий Гуницкий. «Смерть безбилетнику!» (1991) (Издательство: Юолукка, 2013)
- Леля Сагарева. Аквариум 1972—1992. Справочник (1992)
- Анатолий Гуницкий. «Практика частных явлений» (1992)
- Анатолий Гуницкий. «Метаморфозы положительного героя» (1996) (Издательство: Красный Матрос)
- Гуницкий А. «Крюкообразность — мой девиз». Аквариумные стихи (2000) (Издательство: Красный Матрос)
- Сочинения в 2-х томах: т. 1 — «Песни», т. 2 — «Непесни» (2002)
- Анатолий Гуницкий. «Записки Старого Рокера» (2005) (Издательство: Амфора)
- Книга Песен (2006)
- Гуницкий А. Берег слова (2009) (Издательство: Красный Матрос)
- Анатолий Гуницкий. «¾ половины Луны» (2012) (Издательство: Юолукка)
- Гуницкий, А. Самолеты, но президенты [Текст] : [стихотворения] / Джордж Гуницкий. — Санкт-Петербург : Juolukka, 2015. — 84 с.; 21 см; ISBN 978-5-904699-34-5.
- Гуницкий, А. Надцать лет спустя [Текст] : стихи / Джордж Гуницкий. — Санкт-Петербург : Виктор Немтинов, 2015. — 95, [1] с.; 21 см; ISBN 978-5-93425-025-7.
- Гуницкий А. Рассказы о Сашке[16]
- Анатолий Гуницкий. «До самых высот»
- Стихи
- Джордж Гуницкий. «Осторожно! Играет „Аквариум“!» (2018)
- Джордж Гуницкий. «Время уходит» (2022)[17] (Издательство: Алетейя)
- Анатолий «Джордж» Гуницкий. «Мой муравей» (2018) (Издательство: Кулуариздат)
- Анатолий Гуницкий. «Мой Аквариум» (2015) (Издательство: Красный Матрос)
- Сборник «Поэты русского рока: Борис Гребенщиков, Анатолий Гуницкий, Андрей Романов, Максим Леонидов, Эдмунд Шклярский, Александр Васильев» (2004) (Издательство: Азбука-классика)

## Цитаты
- Если человек честно трудится и максимально реализует Богом ему отпущенное, то ему априори легко и просто быть не может.